# Конкорданс
Конкорданс — (від нім. konkordanz, англ. concordance — згода, відповідність, лат. conncordare — узгоджуватися, приводити до згоди) — це алфавітний список основних слів, які використовуються в книзі чи збірці творів, із переліком кожного екземпляра кожного слова з його безпосереднім контекстом. Історично конкорданси складалися лише для особливо важливих творів, таких як Веди, Біблія, Коран або твори Шекспіра, Джеймса Джойса, Тараса Шевченка, Івана Франка, чи класичних латинських і грецьких авторів через час, складність, і витрати, пов’язані зі створенням узгодженості в докомп’ютерну еру. 
Єврейсько-латинський конкорданс Біблії Мордехая Натана — це більше, ніж покажчик, з додатковими матеріалами, такими як коментарі, визначення та тематичний перехресний індекс, що робить його створення трудомістким процесом навіть за допомогою комп’ютерів. 
У докомп’ютерну еру технологія пошуку була недоступна, і конкорданс пропонував читачам довгих праць, таких як Біблія, щось порівняне з результатами пошуку для кожного слова, яке вони, ймовірно, шукали. Сьогодні можливість об’єднати результати запитів щодо кількох термінів (наприклад, пошук слів поруч з іншими словами) зменшила інтерес до публікації конкордації. Крім того, математичні методи, такі як латентне семантичне індексування, були запропоновані як засіб автоматичної ідентифікації лінгвістичної інформації на основі контексту слова.
Двомовний конкорданс — це конкорданс, заснований на вирівняному паралельному тексті. 
Тематичний конкорданс — це перелік тем, які охоплює книга (зазвичай Біблія), із безпосереднім контекстом висвітлення цих тем. На відміну від традиційного конкордансу, індексоване слово не обов’язково має з’являтися у вірші. Найвідомішим тематичним конкордансом є Актуальна Біблія Нейва.
Перший біблійний конкорданс був складений для Біблії Вульгати Г’ю з Сент-Шер (пом. 1262), який найняв 500 братів, щоб допомагати йому. У 1448 році рабин Мордехай Натан завершив конкорданс до єврейської Біблії. Йому знадобилося десять років. Конкорданс до грецького Нового Завіту був опублікований у 1546 році Сікстом Бірком, а Септуагінта була написана Конрадом Кірхером у 1602 році. Перший конкорданс до англійської Біблії був опублікований у 1550 році паном Марбеком. За словами Крудена, у ньому використано не номери віршів, розроблені Робертом Стівенсом у 1545 році, а «досить велику конкордацію» містера Коттона. Потім створються Конкорданс Крудена і Конкорданс Стронга.

## Значення і завдання
Для багатьох досліджень із проблем функціонування мовних одиниць виникає потреба у словнику-конкордансі до текстів. У цьому словнику формується (за допомогою комп'ютерних програм це робиться автоматично) реєстр слів (словоформ), які зустрілися в корпусі текстів із відповідною адресацією та граматичними характеристиками. Власне, словник-конкорданс є впорядкованою лексико-граматичною картотекою певних текстів, на основі яких можна проводити різні дослідження: виявляти лексико-граматичні варіанти значень слова — нормативні й авторські зв'язки слів, проблеми дослідження багатозначності, особливості використання в текстах тих чи інших граматичних форм, синтаксичних конструкцій, іншомовні запозичення, нові слова та значення, тематичний розподіл лексики. 
Конкорданси часто використовуються в лінгвістиці при вивченні тексту. Наприклад: порівняння різних вживань одного слова аналіз ключових слів аналіз частоти слів знаходити та аналізувати словосполучення та ідіоми пошук перекладів підреченнєвих елементів, напр. термінології, у бітекстах і пам’яті перекладів створення покажчиків і списків слів (також корисно для публікації) Техніки узгодження широко використовуються в національних корпусах текстів, таких як Американський національний корпус (ANC), Британський національний корпус (BNC) і Корпус сучасної американської англійської мови (COCA), які доступні в Інтернеті. Окремі програми, які використовують методи узгодження, відомі як узгоджувачі або більш просунуті менеджери корпусів. Деякі з них мають інтегровані тегери частини мови (POS-тегери) і дозволяють користувачеві створювати власні POS-анотовані корпуси для проведення різних типів пошуку, прийнятих у корпусній лінгвістиці. 
Отже, конкорданс є традиційним, давно відомим, але досі недостатньо оціненим в Україні лексикографічним способом вивчення тексту. Він дає повний індекс слів у найближчих і розширених контекстах. Наприклад, для того щоб дізнатися, що писав Шевченко про щастя, потрібно в конкордансі його творів знайти всі слова з морфемою «щаст» (конкорданс словоформ слова «щастя»). Інтерес до конкордансу є свідченням характерної тенденції сучасної науки — прагнення подолати «гуманітарний» суб'єктивізм при аналізі явищ мистецтва. Конкорданс є корисним супутником вдумливого читача і одним із ефективних інструментів вивчення літературного тексту. Інколи конкорданс називають «словником-навігатором» до творів. У цих словниках зареєстровано всі слова, які використав письменник у своїх творах, наводяться значення, в яких ці слова вжиті, фіксуються всі форми кожного слова, скільки разів яка форма вжита і де саме. Використання словників-конкордансів полегшує дослідження структур найвидатніших творів як української, так і зарубіжної літератури. Впродовж XX — XXI століття, форма конкордансу до певних праць, а інколи й до самої творчості письменника, не тільки утвердилась, але й удосконалилась. В англійській та американській літературі конкорданс став розповсюдженим та загальноприйнятим жанром письменницьких словників.
Головним завданням конкордансу є відображення всіх випадків вживання слова. На відміну від словника, який ставить в основу словникову статтю, конкорданс наводить приклади — контексти слововживань. Конкорданс подає усі або вибіркові контексти вживання певного слова чи словоформи, наприклад, конкорданс поетичних творів Тараса Шевченка «точно відмічає, де в «Кобзарі», і в яких текстуальних обставинах з'являється кожна вжита Шевченком словоформа...». У ньому зафіксовано 18 401 лексичну одиницю і подано 83 731 випадок їхнього вживання. Опрацювання матеріалу здійснено з використанням комп’ютерних програм. 
Конкорданси забезпечують надійну емпіричну базу і набагато більший обсяг даних аніж традиційні лексикографічні підходи. Матеріали конкордансу надають можливість простежити парадигматичні зв'язки в тексті, побачити і кількісно оцінити нюанси слововживання в різні періоди творчості митця, виявити характерні для нього синтаксичні конструкції. Конкорданс також може бути використаний при описі розподілу семантичних полів у лексиці літератора. Частотна сполучуваність елементів певних семантичних полів дає найбільш суттєві відомості не тільки про лексико-семантичні відмінності ідіостилі письменника і його світогляду, але може також бути базою для зіставлення різних ідіостилів між собою. 
Сучасні методи комп'ютерної обробки тексту дозволяють відповісти на ряд питань, що залишаються за межами інтуїтивних оцінок дослідників — комп'ютерний конкорданс дозволяє швидко і ефективно порівняти всі контексти вживання слова, проаналізувати їх, побачити слово в самому тексті художнього твору. Словник-конкорданс із розробленим для нього інтерфейсом є надійним комп'ютерним інструментом для підтримки різноаспектних досліджень української мови, стилістики, ідіостилю.

## Функції конкордансу при вивченні тексту
- Пошукова функція забезпечує можливість швидкого знаходження за одним словом потрібного фрагменту тексту. Конкорданс корисний, якщо потрібно терміново звірити або підібрати цитату, уточнити текст оригіналу. Ця функція може знадобитися і школяру, і вчителю, й науковцю — упоряднику хрестоматії. Дана функція також забезпечує пошук фраз та ідіом у тексті, пошук термінів або ідіом у пам'яті перекладів.
- Евристична функція — вона відрізняє конкорданс від іменних покажчиків, оскільки в конкордансі при слові наведені також і контексти.
- Функція порівняння — забезпечує можливість порівняння різних вжитків та значень слова в тексті.
- Аналітична функція — для аналізу ключових слів, фраз та ідіом, частотного вжитку слова.
- Функція індексації — для створення індексів і списків слів при підготовці тексту для публікації.

## Приклади конкордансів
- Конкорданція поетичних творів Тараса Шевченка / Ред. і упоряд.: Олег Ільницький, Юрій Гавриш. У 4-х тт. Нью-Йорк-Едмонтон : Наукове Товариство ім. Шевченка в США, Канадський Інститут Українських Студій, 2001.
  - Том 1 [Архівовано 23 лютого 2022 у Wayback Machine.]. 808 с.
  - Том 2 [Архівовано 23 лютого 2022 у Wayback Machine.]. 786 с.
  - Том 3 [Архівовано 23 лютого 2022 у Wayback Machine.]. 954 с.
  - Том 4 [Архівовано 23 лютого 2022 у Wayback Machine.]. 734 с.
- Онлайн-конкорданс роману Івана Франка «Перехресні стежки» [Архівовано 11 грудня 2016 у Wayback Machine.]
- Онлайн-конкорданс повних творів Григорія Сковороди на сайті Албертського університету в Канаді [Архівовано 19 листопада 2011 у Wayback Machine.]
- Онлайн-конкорданс творів Б. К. Зайцева[недоступне посилання з липня 2019]
- Opere di Bandello — Конкорданс творів та частотний словник [Архівовано 8 червня 2011 у Wayback Machine.]
- Shakespeare concordance [Архівовано 5 червня 2011 у Wayback Machine.] — A concordance of Shakespeare's complete works (from Open Source Shakespeare) (англ.)